# Колесников, Владимир Прокофьевич
Владимир Прокофьевич Колесников (16 [29] сентября 1902, Новочеркасск — 6 октября 1948, Ашхабад) — советский геолог, палеогеограф и палеонтолог, доктор геолого-минералогических наук, исследователь сарматских, акчагыльских и апшеронских ископаемых моллюсков.

## Биография
Родился 16 (29) сентября 1902 года в городе Новочеркасске, Область Войска Донского, Российская империя.
В 1925 году окончил Донской политехнический институт в Новочеркасске.
Начал работать в Геологическом комитете в Ленинграде.
После реорганизации Геолкома перешёл работать в Геологический музей имени Петра I АН СССР
После его реорганизации перешёл в Геологический институт АН СССР (ГИН АН СССР).
В сентябре 1932 года был в приёмной комиссии в аспирантуру ГИН АН СССР. В 1933 году получил должность «старший геолог».
В 1935 году переехал с институтом в Москву. Защитил докторскую диссертацию по теме Сарматские моллюски.
Изучал ископаемую фауну и стратиграфию неогеновых отложений Юга СССР. Работал в экспедициях по изучению неогена нефтегазоносных провинций Северного Кавказа.
Разработал сингенетические схемы развития фауны ископаемых моллюсков. Изучал происхождение моллюсков Каспийского моря. Уточнил стратиграфию неогеновых отложений Понто-Каспийской области. Синхронизировал стадии накопления осадков в изолированных бассейнах. Ввёл понятие «Армавирская свита».
В 1937 году принял участие в составлении атласа палеогеографических схем.
В 1937 году при реорганизации ГИН АН СССР перешёл в Институт геологических наук АН СССР.
В 1938—1939 годах сотрудничал с Палеонтологическим институтом АН СССР.
Во время войны был призван и воевал в действующей красной армии.
Погиб 6 октября 1948 года в экспедиции, во время сильного Ашхабадского землетрясения.

## Память
В честь В. П. Колесникова были названы:
- Овраг Колесникова — овраг в районе Армавира, Краснодарский край[7].

- Kolesnikovella N. Bykova, 1958 — род фораминифер, эоцен Средней Азии.
- Cythereis kolesnikovi Schneider, 1939 — вид остракод, миоцен Кавказа.
- Cardium kolesnikovi Davitaschvili, 1932 — вид двустворчатых моллюсков, неоген Юга СССР.
- Miltha kolesnikovi Merklin & Nevesskaya, 1955 — вид двустворчатых моллюсков, миоцен Устюрта.
- Ostrea kolesnikovi Charatischvili, 1948 — вид двустворчатых моллюсков, миоцен Грузии.[8]